# Gluviopsis rivae
Gluviopsis rivae är en spindeldjursart som först beskrevs av Pietro Pavesi 1897.  Gluviopsis rivae ingår i släktet Gluviopsis och familjen Daesiidae. Inga underarter finns listade i Catalogue of Life.